# Saurauia siporensis
Saurauia siporensis är en tvåhjärtbladig växtart som beskrevs av Ridliy. Saurauia siporensis ingår i släktet Saurauia och familjen Actinidiaceae. Inga underarter finns listade i Catalogue of Life.